# Cyberformance
Cyberformance je živé divadelní představení, ve kterém účastníci spolupracují v reálném čase prostřednictvím internetu. Využívají technologií jako jsou například konverzační aplikace nebo účelové aplikace s více uživateli.
Cyberformance je také znám jako on-line výkon, síťový výkon a digitální divadlo. Dosud neexistuje jednotná shoda na termínu, který by měl mít přednost, ale cyberformance má výhodu kompaktnosti.
Cyberformance mohou být vytvářeny a prezentovány výhradně online formou divákům, kteří se účastní prostřednictvím počítačů připojených k internetu kdekoliv na světě, nebo může být předloženo proximálnímu publiku (například fyzicky v divadle nebo v prostoru galerie) s některými nebo všemi účinkujícími přes internet. Ale může to být i propojení obou přístupů, jak vzdáleného a proximální publika, tak výkonného umělce.

## Historie a souvislosti
Termín cyberformance (slovo vzniklo složeninou slov kyberprostoru s výkonem). Termín cyberformance byl vytvořen spisovatelkou, umělkyní a kurátorkou HelenVarley Jamieson.Jamieson říká, že vynález tohoto termínu v roce 2000 vzešel z potřeby najít slovo, které by se vyhnulo virtuální a reálné polarizaci. Jedná se o nové funkční období (spíše než on-line výkon, nebo virtuální divadlo), o nový žánr. Helen napsala, režírovala a produkovala mnoho divadelních her. V roce 2001 zahájila experiment - výzkumný projekt, který zkoumal možnosti divadla na internetu. Vyvrcholením bylo živé vystoupení umělců na Novém Zélandu, USA, Velké Británii a Evropě. Tento projekt zplodil globálně rozptýlený cyberformance soubor zvaný Avatar Body Collision, jehož zakládajícím členem je Helen.
Cyberformance se konaly v mnoha virtuálních prostředí, které se začaly objevovat od roku 1980, včetně multi-uživatelského virtuálního prostředí známé jako MUDs a MOOs v roce 1970 a internetového chat prostoru (např. Internet Relay Chat - IRC) v roce 1980. Mezi pozoruhodné cyberformance skupiny a projekty doposud patří:
- The Hamnet Players. Založil Stuart Harris, tato skupina vystupuje v IRC, jejich nejstarší představení bylo "Hamnet" v roce 1993 .
- The Plaintext Players. Založil Antoinette Lafarge, tato skupina vystupuje v Moos. Jejich nejstarší představení bylo "Xmas" v roce 1994.  Archivováno 24. 9. 2019 na Wayback Machine.
- ParkBench. Vytvořily Nina Sobell a Emily Hartzell v roce 1994, jednalo se o společný výkon a kreslení prostoru pomocí živého videa a webového rozhraní.  Archivováno 5. 9. 2019 na Wayback Machine.
- Desktop Theater. Založily Adriene Jenik a Lisa Brenneis. Příklad jejich práce je waitingforgodot.com, 1997
- Avatar Body Collision.  Založily Helen Varley Jamieson, Karla Ptacek, Vicki Smith a Leena Saarinen v roce 2002,

## Vlastnosti cyberformance
Cyberformance se liší od digitálního výkonu, který se vztahuje k nějakému druhu digitálního zprostředkovaného plnění, včetně těch bez významných síťových prvků ISBN 978-0-9582789-9-7. V některých případech může cyberformance být považováno za podmnožinu čistého umění. Nicméně, mnoho umělců cyberformance používá tzv. smíšenou realitu nebo směs prostoru pro svou práci, tj. propojením fyzického, virtuálního a cyber prostoru důmyslnými způsoby. Internet je často předmětem a inspirací pro práci,ale i jako hlavní technologie.
Cyberformers často pracují s dvojí identitou, kterou nabízejí avatary, využívají mezeru mezi on-line a offline personou já. Nicméně cyberformance má i své vlastní specifické problémy, včetně nestabilní technologie a přerušení probíhajícího spojení. 